# Stormy Six
Gli Stormy Six sono stati un gruppo musicale italiano attivo dal 1965 al 1983.

## Storia
Gli Stormy Six hanno attraversato numerose stagioni della musica italiana. Nati come gruppo R&B nell'epoca del beat, sono stati fra gli esponenti del primo rock italiano (con venature psichedeliche e country), si sono poi avvicinati alla canzone politica e hanno creato una fusione stilisticamente unica tra canzone politica e rock progressivo; negli ultimi tre album in studio, quando ormai la loro attività si svolgeva prevalentemente all'estero, hanno elaborato uno stile confrontabile con quello dell'avant-progressive rock europeo dell'epoca, collaborando alla fondazione e alle attività di Rock In Opposition.

### Dal beat alla psichedelia, alla canzone d'autore
Il gruppo è fondato nel 1965 da Giovanni Fabbri con Alberto e Giorgio Santagostino, Maurizio Cesana, Mario Geronazzo e Maurizio Masla. Già nell'anno successivo avviene il primo cambio di formazione, con l'arrivo di ex componenti del gruppo Gli Stregoni: Franco Fabbri, Antonio Zanuso e, nel 1967, Luca Piscicelli. Alla fine del 1966, dopo aver vinto il primo Festival studentesco di Milano al Palalido e dopo più serate nei locali importanti di allora (Piper, Voom Voom, Bang Bang), gli Stormy Six incidono il primo 45 giri, contenente Oggi piango (cover di All or Nothing degli Small Faces) e Il mondo è pieno di gente (una canzone di Franco Fabbri, dunque fra i primi brani originali registrati da gruppi italiani dell'epoca beat), con l'etichetta Bluebell.
Nel 1967 gli Stormy Six vengono scelti come uno dei gruppi spalla dei Rolling Stones per la loro prima tournée italiana. Sempre per la Bluebell, negli stessi mesi, esce il nuovo 45 giri Lui verrà / L'amico e il fico (entrambe canzoni originali). Questa prima fase viene conclusa dal tentativo della Bluebell (la casa discografica di Fabrizio De André, ma anche dei New Dada e di Santo & Johnny) di lanciare Maurizio Masla come solista. Gli Stormy Six restano un quartetto. L'anno successivo (ma esce nei primi mesi del 1969), viene inciso il primo LP Le idee di oggi per la musica di domani, album dove si intrecciano riferimenti al rock psichedelico anglostatunitense ma anche alla nascente canzone d'autore. Le canzoni sono tutte di Franco Fabbri e di Claudio Rocchi; oltre a loro nel gruppo sono rimasti Luca Piscicelli e Antonio Zanuso, anche se le numerose tastiere (Hammond, clavicembalo, pianoforte) sono suonate da Fausto Martinetti, ormai uscito dalla formazione. Non completamente convinta dall'idea (per l'epoca piuttosto rara in Italia) di un gruppo che esegue esclusivamente proprio materiale, la nuova casa discografica (Ariston Records) non sostiene l'album: prima offre agli Stormy Six di registrare due cover dei Creedence Clearwater Revival (La luna è stanca e Lodi), poi offre a Rocchi un contratto come cantautore solista. Viene sostituito nel gruppo da Massimo Villa. Con la nuova formazione il gruppo incide due singoli di canzoni originali, Alice nel vento/Il venditore di fumo (1970) e Rossella/Leone (1971) che ottengono un certo successo radiofonico per l'atmosfera country-rock e i testi svagati e ironici. Leone diventa un tormentone estivo grazie alla trasmissione Alto gradimento, che gioca sull'omonimia tra il protagonista della canzone (un pendolare alla ricerca di avventure mercenarie) e l'allora Presidente della Repubblica, Giovanni Leone. È così, in modo quasi casuale, che gli Stormy Six iniziano a essere associati alla scena politica.

### Rock, canzone politica, rock politico

Gli Stormy Six nello Studio Ariston di Milano nel 1971, durante la registrazione dell'album L'unità. Da sinistra: Antonio Zanuso, Luca Piscicelli, Massimo Villa, Franco Fabbri.

Nel 1971 prendono parte al primo Festival del proletariato giovanile di Re Nudo a Ballabio e al primo Festival di musica d'avanguardia e di nuove tendenze, presentando la loro prima canzone esplicitamente politica, La manifestazione. I loro amici Eugenio Finardi e Alberto Camerini partecipano all'incisione del provino, ed è la prima volta che entrano in uno studio di registrazione. Nell'autunno dello stesso anno viene registrato L'unità, concept album che rilegge in chiave storico-critica l'unità d'Italia. Uscito all'inizio del 1972, l'album ottiene un buon successo di critica (viene salutato come la migliore uscita dell'anno di un gruppo italiano, insieme a Storia di un minuto della Premiata Forneria Marconi), ma non viene trasmesso dalla RAI, la cui Commissione d'ascolto censura tutte le canzoni. Il riscontro commerciale dunque è minimo. Di nuovo, la casa discografica interpreta malamente le prospettive commerciali del gruppo, e impone agli Stormy Six la partecipazione a Un disco per l'estate con una canzone, Sotto il bam-bù, scritta dal cantautore Mario Barbaja insieme a Franco Fabbri. Gli Stormy Six cercano di rimediare modificando il testo, che viene però bocciato dalla RAI; a norma di contratto, la casa discografica impone al gruppo di incidere la canzone con un testo rimaneggiato (anche rispetto alla stesura originale). L'episodio di censura viene stigmatizzato dalla stampa di opposizione. Nel frattempo, gli Stormy Six (Franco Fabbri, Giorgio Casani, Massimo Villa, Luca Piscicelli, Antonio Zanuso) iniziano la loro attività di gruppo di agitazione e propaganda politica, partecipando alla campagna elettorale del PCI per le elezioni politiche del 1972 con un repertorio formato dalle canzoni de L'unità, da canzoni di lotta italiane e internazionali, da canzoni nate in quel periodo nel Movimento Studentesco.
Proprio all'interno della attività musicali del Movimento Studentesco milanese avviene l'incontro tra Franco Fabbri e Umberto Fiori, Carlo De Martini e Tommaso Leddi. Insieme a Luca Piscicelli ed Antonio Zanuso (già presenti nel gruppo dagli anni del beat) costituiscono a partire dal 1973 il nucleo di base attorno al quale gireranno le formazioni degli Stormy Six negli anni successivi. Sono questi sei musicisti a incidere alla fine del 1973 Guarda giù dalla pianura, una raccolta di canzoni di protesta di vari Paesi che comprende, tra gli altri, brani di Mikīs Theodōrakīs, Woody Guthrie, Ewan MacColl, Fausto Amodei. Nelle note di copertina dell'album, che esce all'inizio del 1974, gli Stormy Six annunciano il loro prossimo progetto, un album dedicato alla Resistenza partigiana: in effetti, alcune delle canzoni che diventeranno poi più note all'interno di quel nuovo progetto, come Stalingrado, La fabbrica, Dante Di Nanni, sono già state scritte (dalla terna di autori del gruppo, Umberto Fiori, Tommaso Leddi, Franco Fabbri) ed eseguite in concerto prima ancora che il gruppo abbia iniziato a registrare Guarda giù dalla pianura.

### L'Orchestra,Un biglietto del tram, il teatro eCliché,Pinocchio Bazaar

Gli Stormy Six al Teatro Regio di Parma per la Manifestazione Internazionalista del 18 maggio 1974. Da sinistra: Carlo De Martini, Tommaso Leddi, Umberto Fiori, Antonio Zanuso, Franco Fabbri.

Tuttavia, l'Ariston Records è ancora una volta scettica sulle prospettive commerciali dei progetti degli Stormy Six, e la realizzazione del nuovo album viene continuamente rinviata. Ma nell'autunno del 1974 molti gruppi musicali dell'area milanese si riuniscono per dare vita a una cooperativa, l'Orchestra, che agisca da agenzia di concerti indipendente, e in prospettiva anche da etichetta discografica. Ne fanno parte, oltre agli Stormy Six, il Gruppo Folk Internazionale, fondato da Moni Ovadia, gli Yu Kung, Quarto Stato, i Tecun Uman, e molti degli esponenti del nuovo jazz italiano, da Gaetano Liguori a Guido Mazzon e Toni Rusconi; in anni successivi diventeranno soci de l'Orchestra anche gruppi e musicisti stranieri, come gli Henry Cow o Heiner Goebbels, e la cooperativa sarà coinvolta nell'organizzazione dei festival e delle tournée italiane dei gruppi di Rock In Opposition. Nel giro di pochi mesi l'attività de l'Orchestra come etichetta indipendente si concretizza, e la prima uscita è proprio quella di Un biglietto del tram, l'album degli Stormy Six a lungo rimandato. Se ne venderanno, nei canali tradizionali ma anche ai concerti, nelle manifestazioni, nelle librerie, numerose decine di migliaia. Tutti gli album in studio degli Stormy Six, fino al 1982, usciranno con l'Orchestra, il cui catalogo supererà (con gli album di tutti i musicisti aderenti) i cinquanta titoli.
Alcune canzoni di Un biglietto del tram diventano notissime, intonate come inni di piazza o eseguite da altri musicisti. Nel 1975 e 1976 gli Stormy Six sono presenti a festival e manifestazioni, suonano in scuole e fabbriche occupate, in decine di Feste de l'Unità. Stalingrado risuona continuamente anche nelle scalette delle prime radio libere. Il pubblico rimane dunque spiazzato a scoprire che il quinto album degli Stormy Six (il secondo per l'Orchestra) è una raccolta di brani strumentali, scritti per il teatro. Cliché, registrato nel 1976 insieme al trombettista Guido Mazzon e al batterista Toni Rusconi (Antonio Zanuso sta lasciando il gruppo) ottiene ottime critiche su riviste di jazz internazionali, ma lascia freddo il pubblico militante, nonostante lo stile musicale dell'album sia chiaramente imparentato con quello di alcune canzoni dell'album precedente. Ancora all'inizio del 1977 gli Stormy Six, che hanno già composto gran parte del loro sesto album, stanno lavorando per il teatro: creano la parte musicale di Pinocchio Bazaar, un musical diretto da Gabriele Salvatores e interpretato dalla compagnia del Teatro dell'Elfo, che ottiene un successo notevole (le musiche di Pinocchio Bazaar, senza le voci degli attori, saranno incluse nella riedizione su cd di Cliché).

### L'apprendista, il progressive rock, l'attività internazionale, Rock In Opposition

Gli Stormy Six in concerto al Mattatoio di Roma, 20 settembre 1979. Da sinistra: Tommaso Leddi, Georgie Born, Leonardo Schiavone, Umberto Fiori, Franco Fabbri, Salvatore Garau, Pino Martini.

Il "vero" successore di Un biglietto del tram è L'apprendista (1977), un album con un carattere decisamente più progressive, dove gli Stormy Six tornano a usare strumenti elettrici (abbandonati dopo L'unità) e prendono atto del cambiamento di funzione delle loro canzoni, ora che la controinformazione ha strumenti molto più potenti, come le emittenti radiofoniche. L'album esce per l'Orchestra ma porta anche il marchio del Consorzio Comunicazione Sonora, una struttura di collegamento tra le cinque principali etichette indipendenti dell'epoca: Cramps, L'Orchestra, Ultima Spiaggia, Divergo, Zoo Records. Il 1977 è, per gli Stormy Six, un anno di grandi cambiamenti: si consolida una nuova formazione, con la sezione ritmica formata dai sardi Salvatore Garau (batteria) e Pino Martini (basso), entrambi provenienti dai Salis; il gruppo ottiene un grande successo al Festival di Tübingen, in Germania, dando inizio a una lunga serie di tournée in quel Paese; verso la fine dell'anno viene convocata una riunione nella quale viene fondato Rock In Opposition. La "lega" di gruppi europei (tra i cui fondatori ci sono anche i belgi Univers Zero, i francesi Etron Fou Leloublan e gli svedesi Samla Mammas Manna) è promossa dagli Henry Cow, con i quali gli Stormy Six hanno rapporti di amicizia e scambio fin dal 1976: al suo interno gli Stormy Six costituiranno, insieme agli Henry Cow, l'ala più militante e più favorevole a forme di organizzazione concrete e stabili.
Inizia dunque il periodo dell'intensa attività internazionale degli Stormy Six, con significativi apprezzamenti da parte della critica e del pubblico di vari Paesi: Germania (Ovest ed Est, all'epoca), Inghilterra, Svezia, Francia, Spagna, Svizzera, Austria. Dopo il Festival di Rock In Opposition di Londra (1978) il critico del Melody Maker definisce gli Stormy Six "the 'stars' of the evening" e "one of Europe's major bands, unquestionably"; recensioni estremamente favorevoli da parte della critica internazionale sono oggi facilmente accessibili, mentre in quegli anni l'eco dell'attività internazionale degli Stormy Six faceva fatica ad arrivare in Italia, dove il pubblico restava affettivamente legato alle canzoni di Un biglietto del tram.

### Un gruppo europeo.Macchina MaccheronicaeAl volo

Gli Stormy Six nel 1982. Da sinistra: Giorgio Albani, Pino Martini, Franco Fabbri, Umberto Fiori, Salvatore Garau, Tommaso Leddi.

Il settimo album, Macchina maccheronica (1980), vince il premio della critica discografica tedesca come miglior album rock dell'anno, relegando al secondo posto i Police. Ancora oggi è considerato uno dei prodotti più rappresentativi del Rock In Opposition inteso come genere. La partecipazione alla registrazione e ad alcuni concerti di Georgie Born, violoncellista degli Henry Cow, è un altro segno dell'internazionalizzazione degli Stormy Six, che porta anche all'adozione temporanea del nome Macchina Maccheronica per lo stesso gruppo. La presenza degli Stormy Six/Macchina Maccheronica al Festival della canzone politica di Berlino Est, nel 1979 e nel 1980, crea anche un "caso" politico in Germania Est: i musicisti e gli intellettuali dell'opposizione al governo della RDT vedono con favore il successo del gruppo italiano, così diverso dalla canzone politica "ufficiale" sostenuta dal governo e considerato espressione della posizione critica della sinistra italiana. Il titolo dell'album antologico Alternative, pubblicato dalla casa discografica di stato Amiga, è indicativo di questa polemica interna al potere musicale e politico della Repubblica Democratica Tedesca.
L'ultimo album prodotto in studio durante gli anni dell'attività professionale e continuativa degli Stormy Six è Al volo (1982), nel quale il gruppo lavora in quintetto dopo aver rinunciato (almeno in quell'occasione) al ruolo del solista virtuoso, in varie formazioni precedenti interpretato da Carlo De Martini, Renato Rivolta, Leonardo Schiavone, Stefano Barbaglia. Nel settembre del 1982, dopo aver partecipato per la quarta volta alla Rassegna del Club Tenco, e dopo il fallimento di un'iniziativa volta alla creazione di una rete distributiva comune per le etichette indipendenti, gli Stormy Six decidono di rinunciare all'attività professionale.
Tra il 25 e il 30 luglio del 1983 tre membri del gruppo (Franco Fabbri, Umberto Fiori e Pino Martini) collaborano con tre membri del quartetto avant-rock tedesco Cassiber (l'ex Henry Cow Chris Cutler, Heiner Goebbels e Alfred Harth) nell'ambito del Cantiere Internazionale d'Arte di Montepulciano, realizzando brani a partire da basi o improvvisazioni eseguite da ciascuna delle quindici coppie possibili all'interno del sestetto, registrate da uno studio mobile della RAI. I brani vengono eseguiti anche dal vivo in un concerto finale. Le registrazioni vengono poi trasmesse da Radio3 e sette brani tra quelli realizzati con lo studio mobile appaiono  sotto il nome collettivo Cassix (Cassiber/Stormy Six) nell'album allegato alla rivista Recommended Records Quarterly Vol.1 No.3 (1986), edita dalla Recommended Records, etichetta indipendente fondata da Chris Cutler.
A dicembre del 1992 Tommaso Leddi partecipa con un suo intervento musicale al progetto Happening Digitali Interattivi, ideato e a cura di Tommaso Tozzi (cd-rom, libro e floppy disk) che contiene tra le altre cose 40 minuti di musica interattiva di autori vari realizzati anche con l'ausilio della banca dati telematica Hacker Art Bbs.

### La reunion
Dopo essersi riuniti nel 1993 hanno suonato in concerti di diversa importanza per due-tre volte all'anno.
Si riuniscono nel 1993 per un'esibizione in seguito documentata dal cd live Un concerto (1995). A quella occasione ne sono seguite altre in un arco di quindici anni, con alcuni concerti particolarmente significativi: Settembre Musica, Torino (1997); Mittelfest, Cividale del Friuli (2005), con la partecipazione di Moni Ovadia; Quarant'anni dopo, nell'ambito di Suoni & Visioni, Sesto San Giovanni (2008), insieme a Ivan Della Mea e Donovan e con la partecipazione di molti ex-componenti e collaboratori degli Stormy Six, tra i quali Claudio Rocchi, Massimo Villa, Giorgio Casani, Eugenio Finardi, Ricky Belloni. L'ultimo concerto della serie è stato il 12 luglio 2008 a Fosdinovo (MS).
Il 7 novembre 2009, nella sede del "Museo del Canzoniere delle Lame di Bologna", Umberto Fiori e Franco Fabbri hanno ricordato la scomparsa di Ivan Della Mea, autore di canzoni, poeta, cantante politico. Il 24 aprile 2010 suonano a Rivoli con la formazione al completo.
L'11 maggio del 2018, a La Casa di Alex-Alex Etxea a Milano gli Stormy Six ripropongono dal vivo "Benvenuti nel ghetto".

## Formazione
Cronologia della formazione

## Discografia

### Album in studio
- 1969 – Le idee di oggi per la musica di domani, Ariston, AR/LP AR 10035 (ristampa dello stesso anno First, FR 50001)
- 1972 – L'unità, First FR 50050
- 1973 – Guarda giù dalla pianura, Ariston AR/LP 12114 (ristampato dalla Ariston/Oxford nel 1976 con il titolo Canti della rivoluzione nel mondo)
- 1975 – Un biglietto del tram, l'Orchestra OLP 10001
- 1976 – Cliché, l'Orchestra OLP 10010 (ristampato su CD dalla Warner/Fonit nel 1997 con il titolo Cliché + Pinocchio Bazaar, CDM 2132)
- 1977 – L'apprendista, l'Orchestra OLP 10012
- 1980 – Macchina maccheronica, l'Orchestra OLPS 55009
- 1982 – Al volo, l'Orchestra/Musica italiana MLP 70001

### Singoli
- 1967 – Oggi piango/Il mondo è pieno di gente, Bluebell/Mini Records
- 1967 – Lui verrà/L'amico e il fico, Bluebell/Mini Records
- 1970 – La luna è stanca/Lodi, First
- 1970 – Alice nel vento/Il venditore di fumo, First
- 1971 – Rossella/Leone, First
- 1972 – Garibaldi/Tre fratelli contadini di Venosa, First
- 1972 – Sotto il bam-bù/Nicola fa il maestro di scuola, First
- 1976 – 1789/Carmine, l'Orchestra
- 1981 – Cosa danno/Reparto novità, l'Orchestra

### Raccolte
- 1980 – Alternative, Amiga
- 1999 – The Best of Stormy Six, Warner/Fonit

### Album dal vivo
- 1995 – Un concerto, Sensibile Records
- 1998 – Megafono, Diva Records
- 2013 – Benvenuti nel ghetto, VM CD

### Partecipazioni a compilation
- 1971 – Al festival Pop Viareggio 1971, Ariston (comprende La manifestazione)
- 1972 – EP promozionale PCI, PCI (contiene La Birindelleide; degli altri due brani attribuiti agli Stormy Six, Quando s'era diplomato ... fu eseguito da Nino Tristano mentre La ballata della D.C. resta di esecutore ignoto[6])
- 1982 – Recommended Records Sampler, Recommended (uscita solo nel Regno Unito, comprende Reparto novità)
- 1989 – Ricorda con rabbia, Toast (comprende Il mondo è pieno di gente)
- 1993 – Beat Pop, Vinyl Magic (comprende Rossella, Leone, La luna è stanca, Lodi, Il venditore di fumo, Alice nel vento, Nicola fa il maestro di scuola e Sotto il bam-bù)
- 1997 – Magic Bitpop n. 7, On Sale (comprende All or Nothing e Il mondo è pieno di gente)
- 1999 – Magic Bitpop n. 16, On Sale (comprende Lui verrà e L'amico e il fico)